# DC Company
DC Company, pour « Digital Century Company », est une société d'investissement française spécialisée dans le secteur des médias. Elle est propriétaire du site d'information parodique Le Gorafi et du média en ligne Konbini.

## Historique
La société d'investissement est créée en 2020 par Geoffrey La Rocca, ancien directeur général de la régie publicitaire Teads.

### 2021: rachat duGorafi
En novembre 2021, DC Company fait l'acquisition du site d'information parodique Le Gorafi, dans l'objectif de pérenniser le média satirique en développant notamment de nouveaux formats vidéo mais aussi du « contenu pour les marques », soit du contenu promotionnel. Ce rachat suscite des réactions, notamment des internautes, certains estimant que ce rachat nuit à l'indépendance éditoriale du site. Vincent Flibustier de Nordpresse, un autre média en ligne parodique, estime par exemple que « Le Gorafi a été revendu à des pigeons qui pensent pouvoir faire des fortunes avec des articles sponsorisés sur lesquels personne ne cliquera ». Les fondateurs du Gorafi répondent que le rachat ne nuira pas à leur ligne éditoriale.

### 2024: rachat de Konbini
En 2024, DC Company annonce acquérir le média en ligne français Konbini, jusqu'alors détenu par la famille bretonne Perrodo. La même année, DC Company lance un JT hebdomadaire présenté par Le Gorafi sur M6+.

### 2025: entrée du groupeLa Dépêche du Midiau capital
Le 5 septembre 2024, le groupe La Dépêche du Midi annonce entrer au capital de DC Company, à hauteur de 5% et permettant à Jean-Nicolas Baylet, directeur général du groupe La Dépêche du Midi, d'obtenir une place au conseil d'administration de la société,.